# Mario Salgado
Mario Antonio Salgado Jiménez (Talcahuano, Chile, 3 de junio de 1981) es un exfutbolista chileno nacionalizado italiano que jugaba como delantero.
Finiquito es reconocido por su extensa trayectoria en el fútbol de Italia, habiendo defendido los colores de Hellas Verona, Ternana, AlbinoLeffe, Foggia, Avellino y Torino. 

## Carrera

### Prometedor inicio
Salgado surgió de las divisiones inferiores del club sureño Huachipato. Fue parte de la destacada generación de futbolistas surgidos en Huachipato a finales de los años 1990 y principios de 2000, que incluye a Rodrigo Millar, Héctor Mancilla, Cristian Uribe, Cristian Reynero y otros que han tenido un relativo éxito.en donde profesionalmente. 
Debutó profesionalmente el año 2000 en un partido contra Coquimbo Unido, en donde su equipo perdió por 3 a 2. 
La siguiente temporada, Salgado pudo anotar su primer gol en el profesionalismo contra Santiago Wanderers en una derrota 4-3. Posterior a su participación en la Copa Mundial de Fútbol Juvenil de 2001 en Argentina, en donde se destacó con tres goles vitales para la clasificación de la rojita al certamen, Mario fue vendido al cuadro de la Serie A Italiana, el Brescia.

### Europa

#### Brescia y Hellas Verona
En el Brescia, Finiquito (apodado así Salgado) compartiendo camarín con un personaje grande del fútbol mundial e italiano Roberto Baggio. Salgado tuvo un muy breve en la división de honor de Italia sin pena ni gloria, pero durante ese paso, el delantero formado en Huachipato alcanzó a anotar un gol en la liga italiana contra el Venezia en un triunfo de su equipo por 2-1. 
La temporada de su equipo y también la de la mayoría de sus compañeros dejaron mucho que desear, tanto que su equipo estuvo a un punto del descenso y él fue prestado al Hellas Verona, mientras que algunos de sus compañeros fueron despedidos.
Luego de su ingrata participación con el equipo biancoazzurri, Salgado se unió oficialmente al Hellas y nuevamente compartió camarín con grandes del fútbol italiano como Alberto Gilardino y Mauro Camoranesi. Cabe destacar que la participación de Finiquito ha mejorado en el fútbol del Viejo Continente ya que tuvo una participación más activa con 4 goles en 20 partidos.
Sin embargo, esta vez sí que tuvo mucho que desear la temporada ya que el Hellas descendió a la liga de ascenso de Italia, la Serie B, de una forma muy estrepitosa cayendo en el último puesto de la tabla.

#### Red Bull Salzburg
Para la temporada 2003-04, Salgado fue cedido a préstamo al conjunto austriaco Red Bull Salzburg desde el Brescia. Mario llegó con el cartel de figura y se pensó que todo sería más fácil para él, debido a que este fútbol no es tan exigente como el de Italia, pero todo comenzó mal para el delantero, ya que tuvo una lesión de largo plazo durante un entrenamiento y cuando pudo jugar estuvo sin anotar un solo gol las veces que él jugó.
Al término de temporada, el contrato de Salgado había expirado con Brescia y se pensó que volvería a Italia, pero esta vez a jugar por segunda división.

#### Ascenso Italiano
El 2004 al Ternana, el 2006 al AlbinoLeffe y a fin de ese mismo año en el US Foggia de la Serie C.
A pesar de firmar un contrato hasta 2010 con el Foggia a fines de agosto de 2007, se incorporó al Avellino de la Serie B de Italia, siendo liberado a préstamo por una temporada. Después de militar en el Torino Football Club de la Serie B de Italia el 2010,

### Colo-Colo
El 29 de diciembre de 2010, Salgado pasó los exámenes médicos y solo le restaba su firma para unirse a Colo-Colo. El 3 de enero de 2011, la página web del club popular anunció su contratación, y de esta forma volvió a su país natal después de haber estado 10 años en Italia. Él fue parte de la pretemporada y fue muy considerado por el técnico Diego Cagna, quien lo pidió especialmente a la directiva y brindó todo su apoyo a Finiquito.
Salgado debutó de manera oficial en la histórica derrota 5−1 de local ante la Universidad de Concepción, reemplazando en el minuto 75 a Daúd Gazale. Esa derrota le significó a Colo-Colo el despido de su técnico Diego Cagna, quien tuvo un paupérrimo comienzo de temporada, siendo el peor inicio de temporada la historia del club, superando la de 1989, y un regular torneo del año pasado, en donde el club albo tuvo todo para ganar, teniendo incluso siete puntos de ventaja y terminó como subcampeón del torneo en el segundo lugar a solo tres puntos de Universidad Católica, equipo que logró remontar diferencias. Tras una seguidilla de partidos que él jugó durante el interinato de Luis Pérez, Salgado no tuvo las actuaciones que el pueblo colocolino esperaba, y posteriormente con la llegada de Américo Gallego, se lesionó por el periodo de un mes y no jugó más durante todo el Torneo de Apertura, estando disponible para afrontar los partidos que restaban al término del campeonato.
Tras su historia mencionada en el anterior párrafo, Agustín Alayes fue el primer jugador cortado por el técnico, siendo Salgado el segundo que debería abandonar el club, pero tras el transcurso de muchas negociaciones fracasadas, el jugador se mantuvo en la cuerda floja y finalmente se quedó, teniendo incluso la opción de volver a Huachipato a préstamo por seis meses, hasta que finalizara su contrato en Colo-Colo que era de un año. Después de toda la controversia de su salida, Salgado empezó a entrenar con el equipo para la Copa Chile 2011, pero nuevamente se lesionó y esta vez terminó con un elogio de Gallego, diciendo que tenía un gran potencial y que era una lástima que se hubiera lesionado. Con fecha 19 de noviembre de 2011 en partido frente a Deportes Iquique, por fin "finiquito" pudo anotar su primer y único gol en Colo-Colo.
En diciembre de 2011 termina contrato con la escuadra alba. Debido a las constantes lesiones las que lo mantenían más fuera que dentro de la cancha, Salgado decide dejar el fútbol con tal solo 30 años.

### Deportes La Serena
Vuelve al fútbol, siendo contratado por Deportes La Serena, para la temporada 2012.

## Carrera internacional
Ha sido internacional con la Selección Chilena a nivel Sub-20, participó del Campeonato Sudamericano Sub-20 de 2001 donde convirtió 3 goles y se clasificó con la rojita al Mundial Juvenil de 2001 realizado en Argentina.

### Participación en Copa del Mundo Sub-20
| Mundial                 | Sede      | Resultado    | Partidos | Goles |
| ----------------------- | --------- | ------------ | -------- | ----- |
| Mundial Juvenil de 2001 | Argentina | Primera fase | 3        | 0     |

## Controversias
Es recordado en lo extrafutbolístico por haber protagonizado el denominado escándalo "de las luces rojas", cuando él y otros siete jugadores de la selección de fútbol sub-20 de Chile (que entonces se preparaba para disputar el Mundial Juvenil de 2001, celebrado en Argentina) fueron detenidos durante una redada policial a un prostíbulo y topless disfrazado de sauna que funcionaba de forma ilegal en pleno centro de Santiago tras haber sido clausurado unos días antes.
En julio de 2022, se vio involucrado en una acusación de sobornos por el presidente del club de Rancagua Sur, Jonathan Zamorano, quien sindicó a Mario Salgado de ofercerle al arquero de Rancagua Sur, Patricio Puentes, dinero y un contrato para la siguiente temporada con Independiente de Cauquenes a cambio de no presentarse al partido entre Lota Schawger y Rancagua Sur, acusación que terminó por suspender el partido que se jugaría entre ambos cuadros, con suma importancia en la pelea por el descenso de la Tercera División A.

## Clubes

### Como jugador
| Club               | País    | Año       |
| ------------------ | ------- | --------- |
| Huachipato         | Chile   | 2000-2001 |
| Brescia Calcio     | Italia  | 2001-2002 |
| Hellas Verona      | Italia  | 2002-2003 |
| Austria Salzburg   | Austria | 2003-2004 |
| Ternana            | Italia  | 2004-2005 |
| AlbinoLeffe        | Italia  | 2006      |
| US Foggia          | Italia  | 2006-2007 |
| Avellino           | Italia  | 2007      |
| US Foggia          | Italia  | 2008-2009 |
| Torino FC          | Italia  | 2010      |
| Colo-Colo          | Chile   | 2011      |
| Deportes La Serena | Chile   | 2012      |
| Naval              | Chile   | 2012-2015 |
| Coquimbo Unido     | Chile   | 2015-2016 |
| Naval              | Chile   | 2016-2017 |

### Como entrenador
Datos actualizados al 14 de agosto de 2022.
| Colegio Quillón  | Chile | 2018      | 27 | 16 | 5  | 6  | 65.43% |
| Corporación Lota | Chile | 2019      | 32 | 14 | 11 | 7  | 55.21% |
| Lota Schwager    | Chile | 2021-2022 | 26 | 9  | 8  | 9  | 44.88% |
| Total            | Total | Total     | 85 | 39 | 24 | 22 | 55.29% |